# Metro (Миннесота)
Метро (стилизованное написание: METRO) — система общественного транспорта в штате Миннесота. Состоит из двух линий легкорельсового транспорта (Синяя линия, Зеленая линия) и семи линий скоростного автобуса (Оранжевая, Красная, Золотая, A, B, C, D). Система соединяет центры Миннеаполиса и Сент-Пола с международным аэропортом и пригородами: Блумингтоном,  Розвиллом, Ричфилдом, Бернсвиллом, Апл-Валли и Бруклин-Сентером.
Нескоростные городские автобусы Миннеаполиса (около двухсот маршрутов) в систему METRO не включаются.

## История
Конка существовала в Миннеаполисе с 1875 года, с конца 1880-х производился перевод на электрическую тягу. В 1921 году город имел развитую трамвайную сеть общей протяженностью 870 километров и парк в 1021 вагон. В тридцатых годах XX века в США развернулось массовое строительство автомобильных дорог, а у общественного транспорта появился конкурент — массовый автомобиль. Из-за этого трамвай в Миннеаполисе стал нести убытки и в конечном итоге был закрыт. Практически все пути были разобраны в 1950-х годах.
Однако со временем дорожная сеть перестала справляться с возросшим количеством автомашин. Доклад Транспортного Института Техаса от 2003 года констатировал, что Миннеаполис являлся семнадцатым городом США по уровню загруженности пробками и вторым по темпам роста этого уровня. Это способствовало возрождению интереса к общественному транспорту. В 1970-х годах, одновременно со строительством метрополитена в Вашингтоне и системы скоростных электропоездов в Сан-Франциско, рассматривалась возможность создания аналогичных систем общественного транспорта в агломерации Миннеаполиса и Сент-Пола. Тогда эта идея не получила достаточной поддержки в легислатуре Миннесоты. В течение следующих лет неоднократно звучали предложения об устройстве рельсового общественного транспорта, в частности между центром Миннеаполиса и Сент-Полом (нынешняя Зеленая линия). Рельсовый транспорт представлялся целесообразным прежде всего из экологических соображений. Но до практического воплощения этих предложений дело дошло только к концу 1990-х годов.
В 1999 году было одобрено финансирование строительства первой линии (нынешняя Синяя линия, тогда — линия «Гайавата», по названию авеню, вдоль которой было проложено большая часть путей). Линия открылась в 2004 году. В 2011 году существовавший с 1970-х автобусный маршрут, связывавший Миннеаполис и Бернсвилл, был переоборудован для движения скоростных автобусов и получил наименование «Оранжевая линия». С 2011 по 2013 год была построена Зеленая линия и начато движение скоростных автобусов по Красной линии, в связи с чем с целью унификации линия «Гайавата» была переименована в Синюю линию.
В 2016 году была открыта линия А, в 2019 году линия С, в 2022 году линия D, в 2025 году Золотая линия и линия B.
В настоящее время система продолжает развиваться. Идет строительство продолжения Зеленой линии от станции Тагерт-Филд до города Иден-Прери. Работы начались в ноябре 2018 года. Завершение строительства ожидается в 2027 году; общая стоимость проекта оценивается в 2 миллиарда долларов, это крупнейший инфраструктурный проект в истории штата.

## Современное состояние
- Blue Line / Синяя линия: Таргет-филд — Международный аэропорт Миннеаполис/Сент-Пол — Mall of America
- Green Line / Зеленая линия: Таргет-филд — Миннесотский университет — Сент-Пол
- Orange Line / Оранжевая линия: Миннеаполис — Ричфилд — Бернсвилл
- Red Line / Красная линия: Mall of America — Апл-Валли
- Gold Line / Золотая линия: Сент-Пол (в будущем планируется продлить до центра Миннеаполиса) — Вудбери
- A Line / Линия A: 46 улица — Розвилл
- B Line / Линия B: Бде-Мака-Ска - Сент-Пол
- C Line / Линия C: Миннеаполис — Бруклин-Сентер
- D Line / Линия D: Mall of America — Бруклин-Сентер

Интервалы движения поездов и автобусов составляют около 15 минут в течение дня, с сокращенным расписанием ночью и в выходные дни. Все станции имеют электронные дисплеи, которые показывают прогнозируемую информацию о отправлении в режиме реального времени. Также эта информация доступна на веб-сайте Metro Transit.
Во всех автобусах и поездах предусматривается возможность провоза велосипедов (две велосипедных стойки в каждом автобусе, четыре — в каждом вагоне). Провоз велосипедов бесплатен, но водитель автобуса, в случае, если обе стойки уже заняты, имеет право по своему усмотрению отказать в посадке пассажиру с велосипедом. На некоторых из станций имеются специальные крытые боксы для парковки велосипедов, которые можно арендовать на срок до года.

### Легкорельсовый транспорт
К легкорельсовому транспорту относятся Синяя и Зелёная линии. На них приходится большая часть пассажиропотока системы.
На линиях используется три типа вагонов.
- Тип I: Bombardier Flexity Swift, 27 вагонов. Это самые первые вагоны, закупленные для линии «Гайавата» перед её открытием. За прошедшее время они прошли модернизацию.
- Тип II: Siemens S70, 64 вагона. Они были закуплены перед открытием Зеленой линии. Данные вагоны несколько легче, в них улучшены системы отопления и звукоизоляции для большего комфорта пассажиров. Также они оснащены светодиодным, а не люминесцентным освещением салона, и камерами заднего обзора вместо зеркал заднего вида[14]. Типы вагонов являются частично-совместимыми: они используют одну колею и один тип вагона может буксировать неисправный вагон другого типа, но поезда, ввиду несовместимости электроники, могут составляться только из однотипных вагонов[14].
- Тип III: Siemens S700, 27 вагонов. В них используется модифицированная центральная вагонная тележка, благодаря которой сиденья в центральной секции ориентированы боком[15] что позволяет увеличить пассажиропоток[16][17]. В остальном данные вагоны в целом аналогичны S70, модификацией которых являются.  Первые вагоны такого типа были поставлены в мае 2020 года[18].

В зависимости от загруженности и времени суток поезда составляются из одного, двух, или трех вагонов.
Общая протяженность рельсовых путей составляет 35,1 километр. Ширина колеи путей — 1435 мм (европейская колея).

### Автобусный транспорт
Красная линия является продолжением Синей линии через реку Миннесота. Прокладка рельсового пути на данном маршруте ввиду низкого пассажиропотока была признана нецелесообразной. Оранжевая линия — скоростной автобусный маршрут, который проходит из Миннеаполиса на юг в Ричфилд, Блумингтон и Бернсвилл. Золотая линия соединяет Вудбери с центром Сент-Пола, в будущем (к 2027 году) планируется продлить её до центра Миннеаполиса. Линии A, C и D являются модернизацией существующих местных автобусных маршрутов и пересекаются с Синей и Зеленой линиями на некоторых общих станциях.
Автобусы цветовых линий используют выделенные полосы; автобусы буквенных линий двигаются в общем потоке, но всё равно несколько быстрее его за счет предоставления им приоритета.
Используются низкопольные автобусы отечественного (США) производства. В настоящее время на линии работают восемь электробусов, однако их эксплуатация, особенно в зимнее время в Миннесоте, сталкивается с рядом трудностей, а закупка троллейбусов или водоробусов была признана нецелесообразной ввиду необходимости слишком больших инвестиций в инфраструктуру.

### Тарифы
Для оплаты проезда используется система «подтверждение оплаты»: перед посадкой в транспортное средство пассажир обязан купить билет, иметь его при себе всё время поездки и по требованию предъявить его контролёру. Билеты приобретаются в билетных автоматах, расположенных на станциях. Билеты действительны в течение двух с половиной часов после покупки. В течение этого периода в пределах одного уровня тарифа допускается неограниченное количество пересадок между линиями транспортной системы.
Тарифы системы отличаются гибкостью. Предусматривается различная оплата в часы пик и вне них, скидки для подростков (6-13 лет), пожилых людей (старше 65 лет), держателей карт Medicare, инвалидов. В пределов центральных частей Миннеаполиса и Сент-Пола выделяются особые тарифные зоны со сниженной стоимостью проезда. Возможна покупка проездного билета, действующего 6 часов. Для детей до 6 лет проезд бесплатный в сопровождении взрослого, но не более трёх детей на одного взрослого. Для студентов и аспирантов Миннесотского университета, а также работников университетского кампуса, предоставляется возможность за фиксированную плату приобрести специальную безлимитную транспортную карту. Студентам и аспирантам, кроме того, эта карта предоставляет скидки на местные пригородные поезда. Сотрудникам правоохранительных органов при исполнении ими служебных обязанностей предоставляется бесплатный проезд.
Между двумя станции Синей линии, обслуживающими международный аэропорт Миннеаполиса и Сент-Пола (по одной станции на каждом терминале), проезд бесплатен, а сами эти две станции работают круглосуточно и используются в качестве трансфера между терминалами.
Штраф за безбилетный проезд составляет 180 долларов.

## Отзывы и критика
При строительстве Зеленой линии из-за стесненных условий существующей застройки уменьшилось число парковочных мест на авеню, вдоль которой она проложена. Владельцы расположенных на ней магазинов выражали недовольство по этому поводу, один ресторан указал строительство линии в качестве причины для своего закрытия.
Высокую оценку системе дал тогдашний президент США Барак Обама, посетивший Миннесоту с визитом и проехавший по линии несколько остановок.

## Планы расширения
Фиолетовая линия — маршрут скоростного автобуса, который будет проходить по территории округа Рамси, от центра Сент-Пола до города Уайт-Бэр-Лейк. В мае 2021 года экологическая оценка проекта была представлена на общественное обсуждение. Ожидается, что строительство начнется в 2024, а эксплуатация в 2026 году. В сентябре 2024 года из-за отказа властей города Мейплвуд от поддержки проекта его сроки стали неопределенными.
Линия B — маршрут скоростного автобуса от озера Бде-Мака-Ска до центра Сент-Пола. Работы по устройству линии начались в 2023 году.
Через центр Миннеаполиса будут проходить две линии скоростного автобуса: линия E свяжет Университет Миннесоты с городом Идайна, линия F свяжет Миннеаполис и Блейн. Работы по устройству линий планируется начать в 2023—2026 годах.
Планируется продление Синей линии до города Бруклин-Парк. Первоначально планировалось совместить линию с путями BNSF Railway, однако к соглашению с железной дорогой прийти не удалось. В марте 2021 года на общественное обсуждение были представлены варианты трасс, не затрагивающие пути BNSF Railway.
Так называемый «коридор Ривервью» — маршрут, соединяющий центр города Сент-Пол и торговый центр Mall of America через Международный аэропорт Миннеаполис/Сент-Пол, проходящий вдоль левого берега реки Миннесота. Он создает треугольник, соединяющий противоположные концы Синей линии и Зеленой линии. Планируется, что по этому маршруту будет устроена трамвайная линия. Строительство начнётся не ранее 2028 года.
На более отдаленную перспективу (до 2030-х годов) имеются и другие предложения.

## Галерея

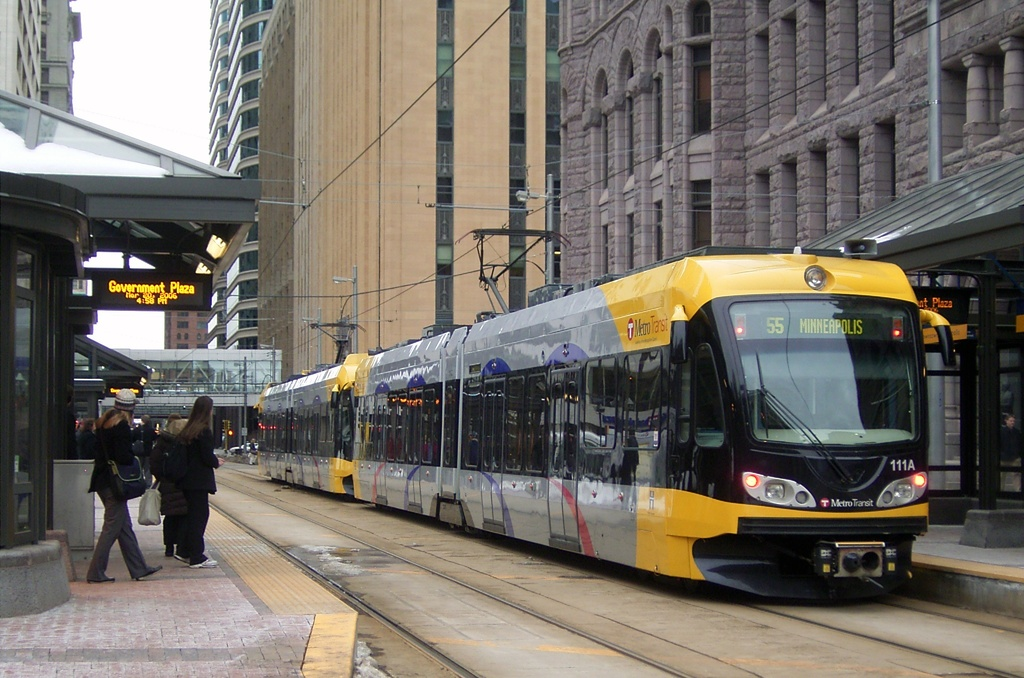
Станция напротив ратуши Миннеаполиса.
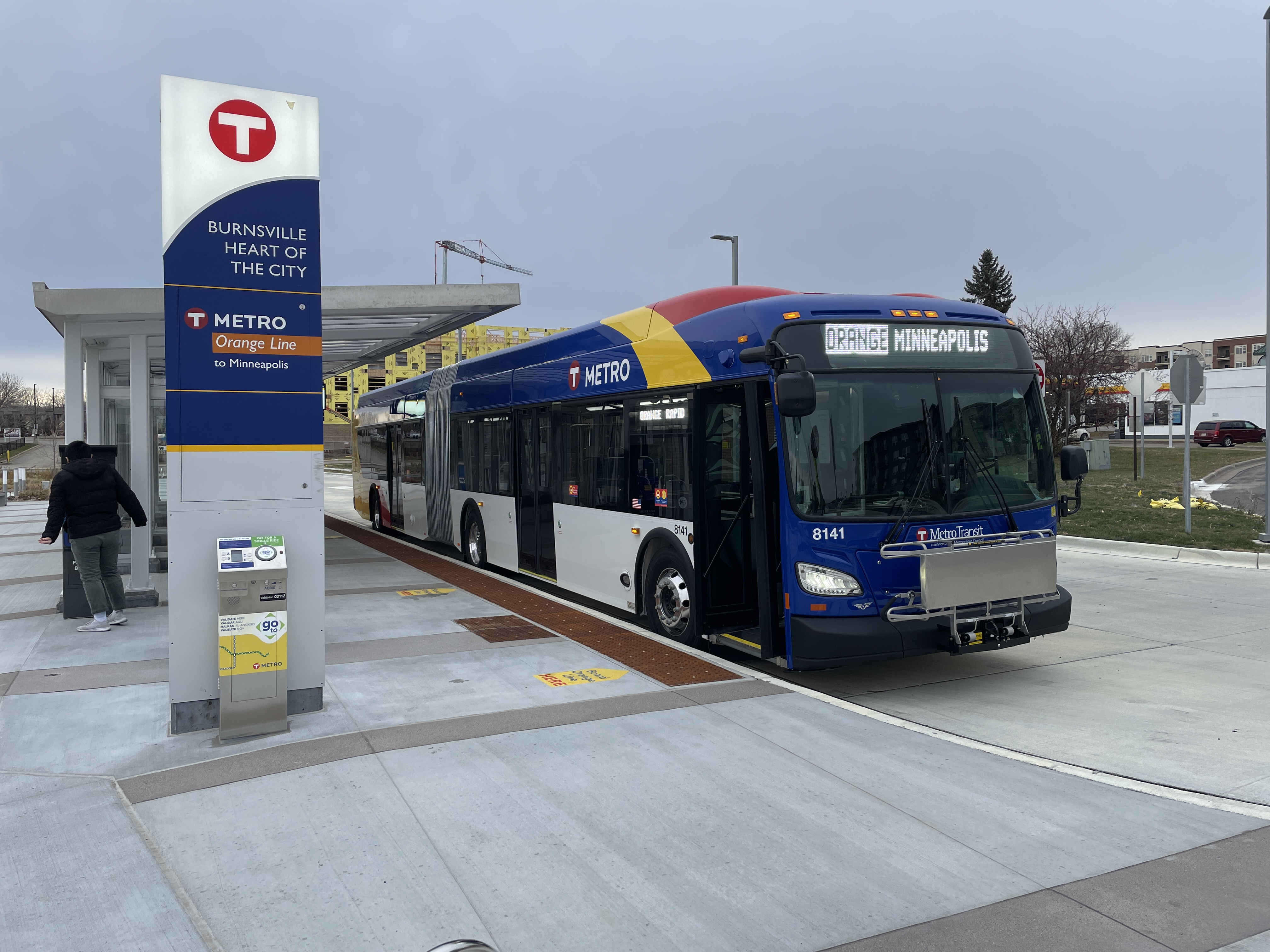
Скоростной автобус на станции (Оранжевая линия).
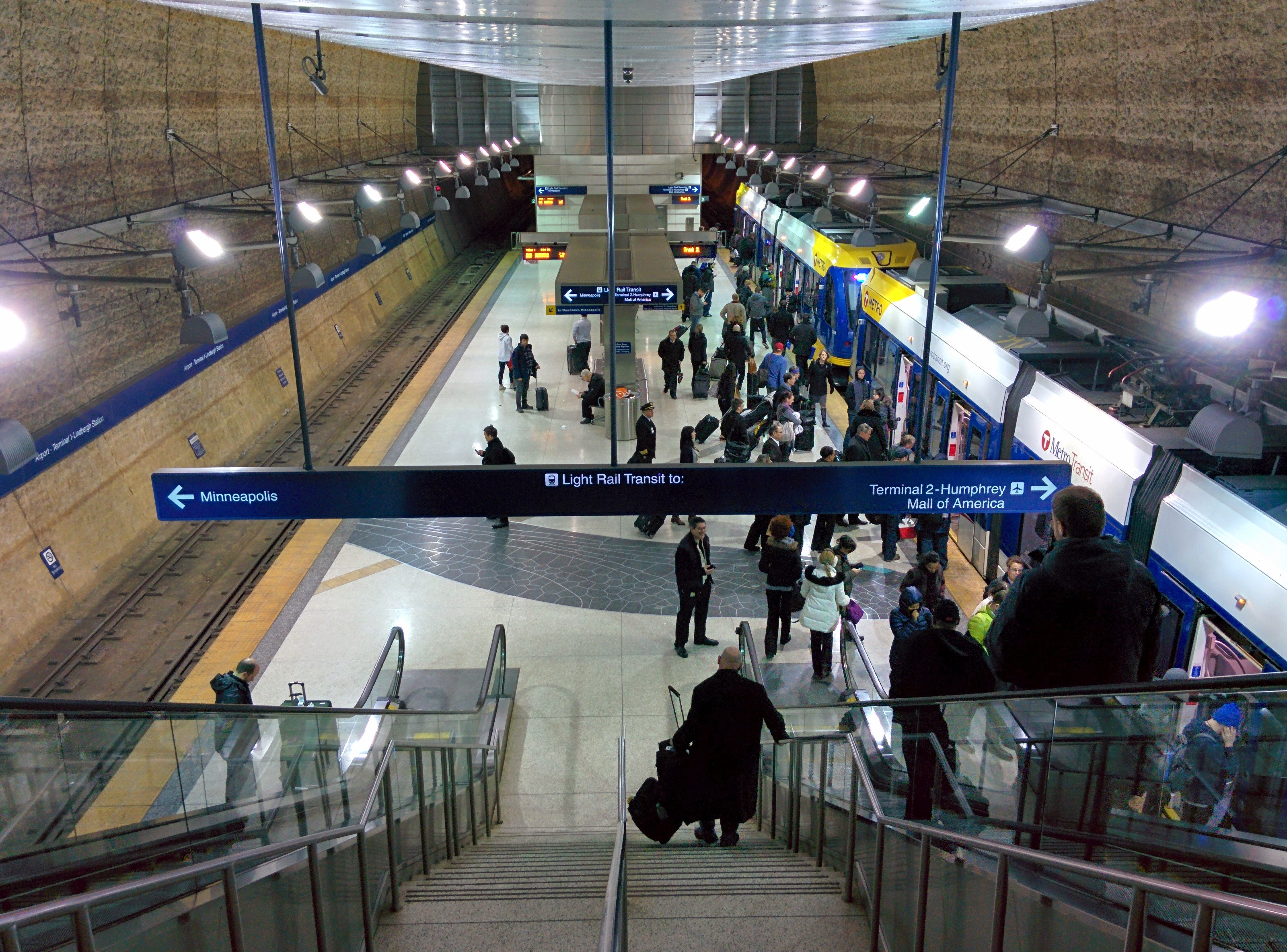
Станция Синей линии при терминале «Линдберг» аэропорта. Единственная подземная станция системы.
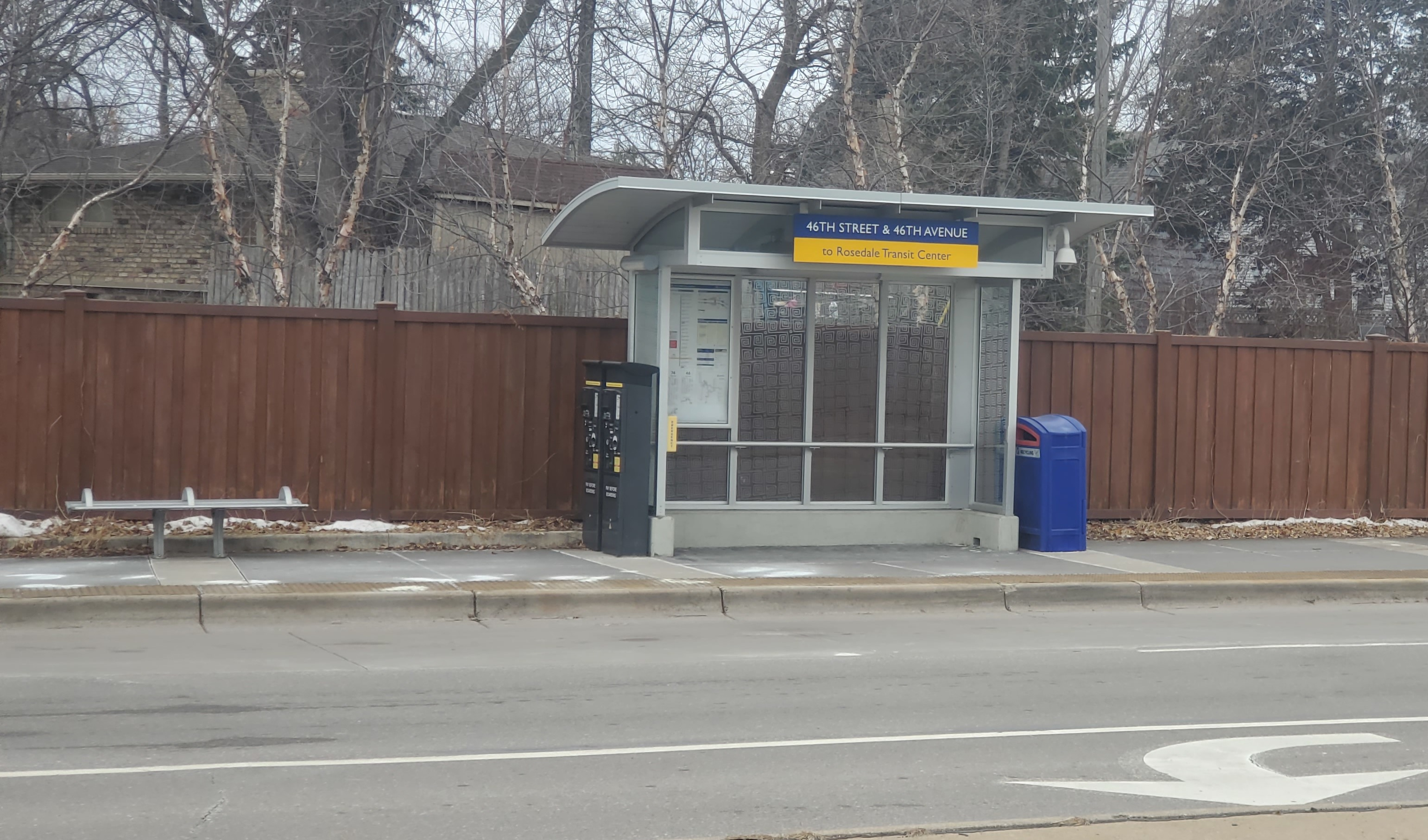
Одна из автобусных станций. Видны два автомата по продаже билетов.
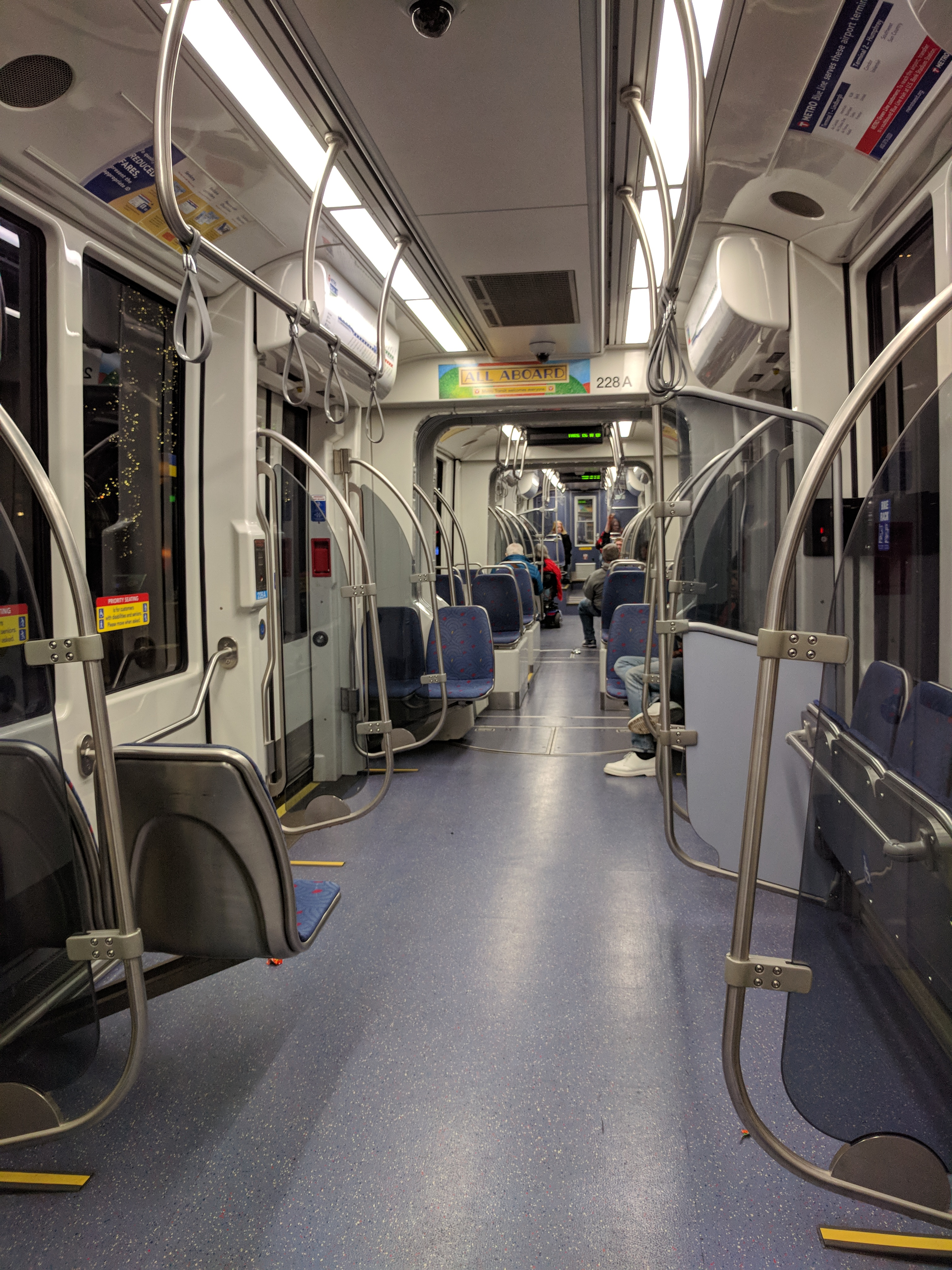
Типичный интерьер вагона.
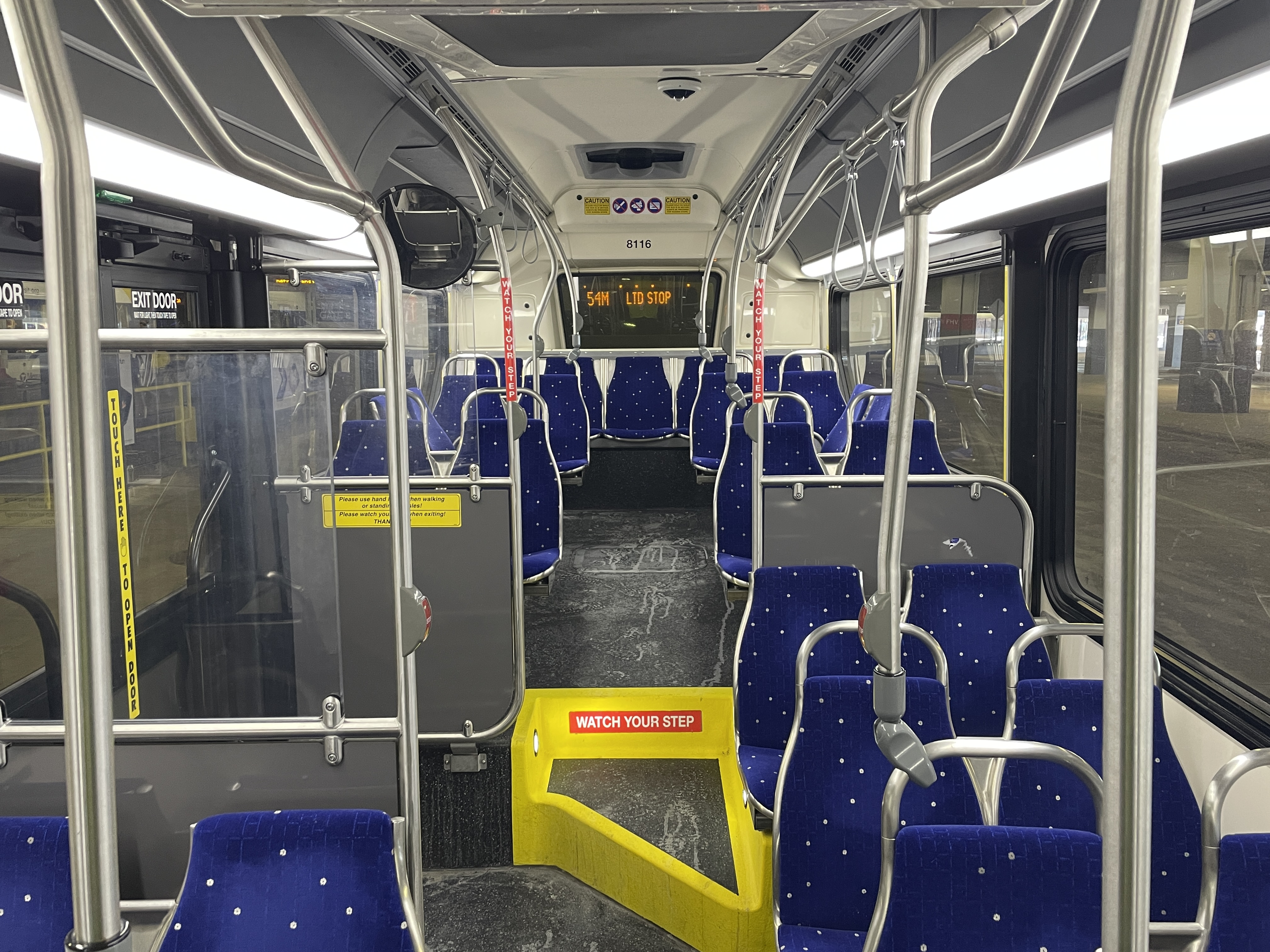
Типичный интерьер автобуса.
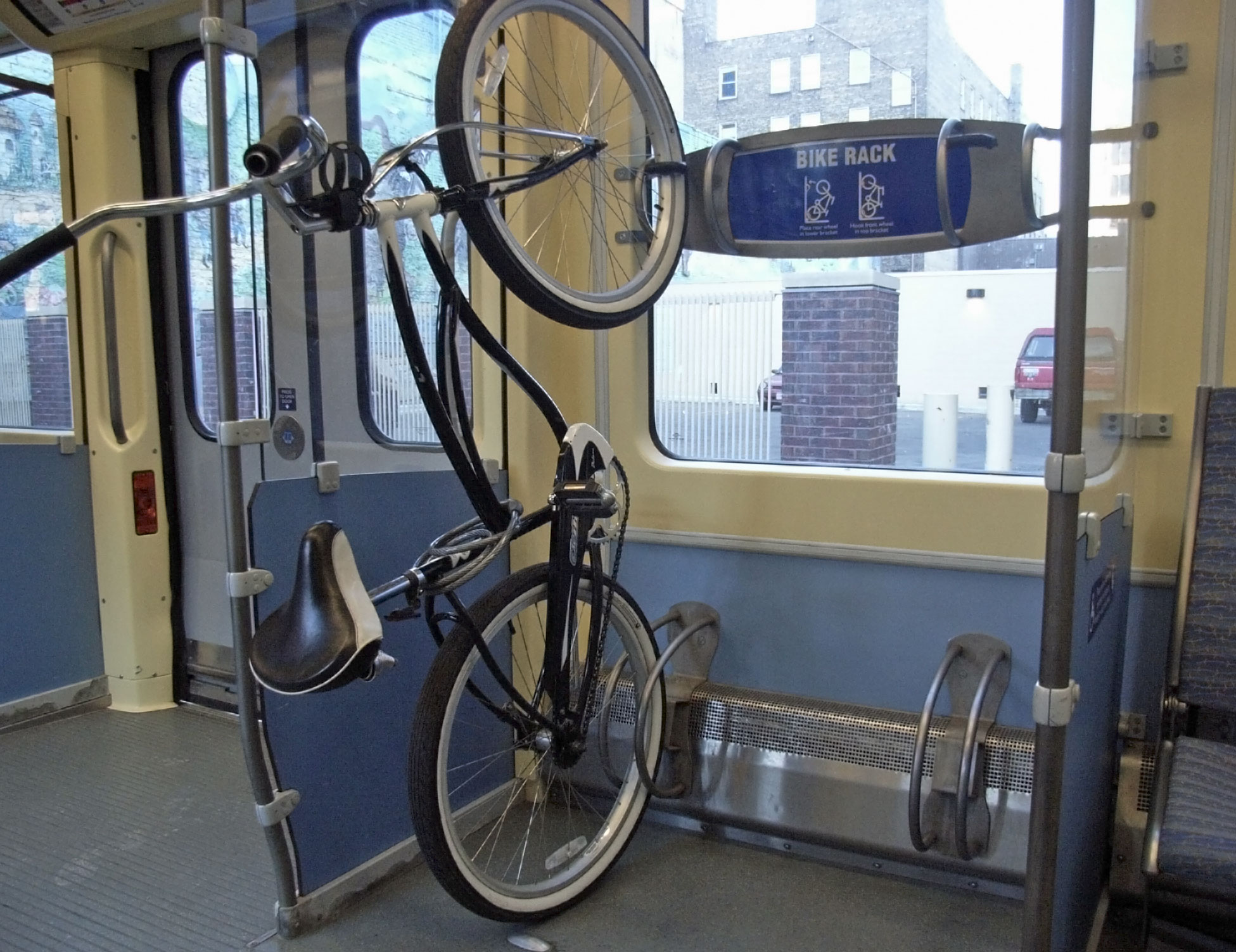
Велостойка.
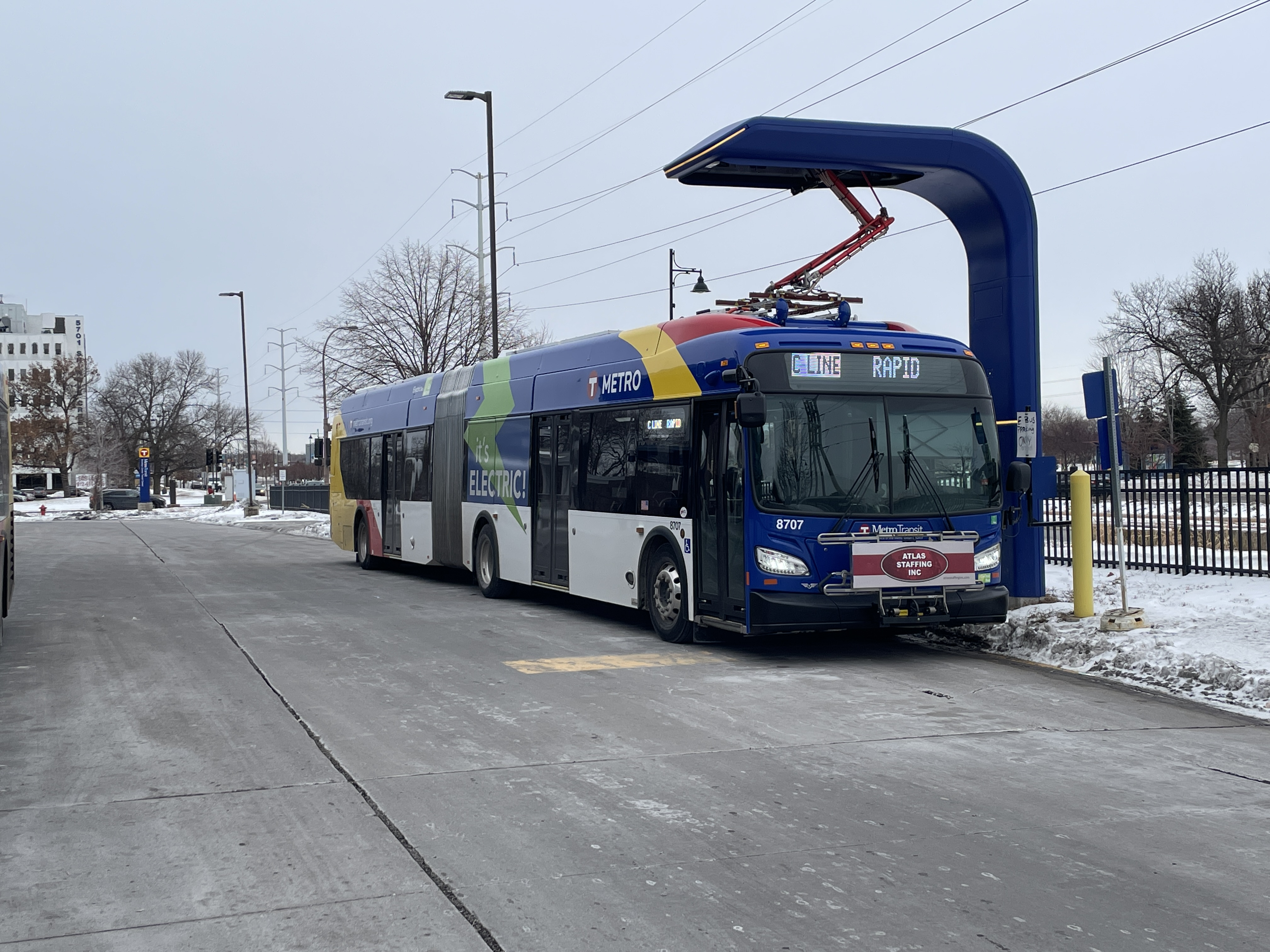
Зарядка электробуса
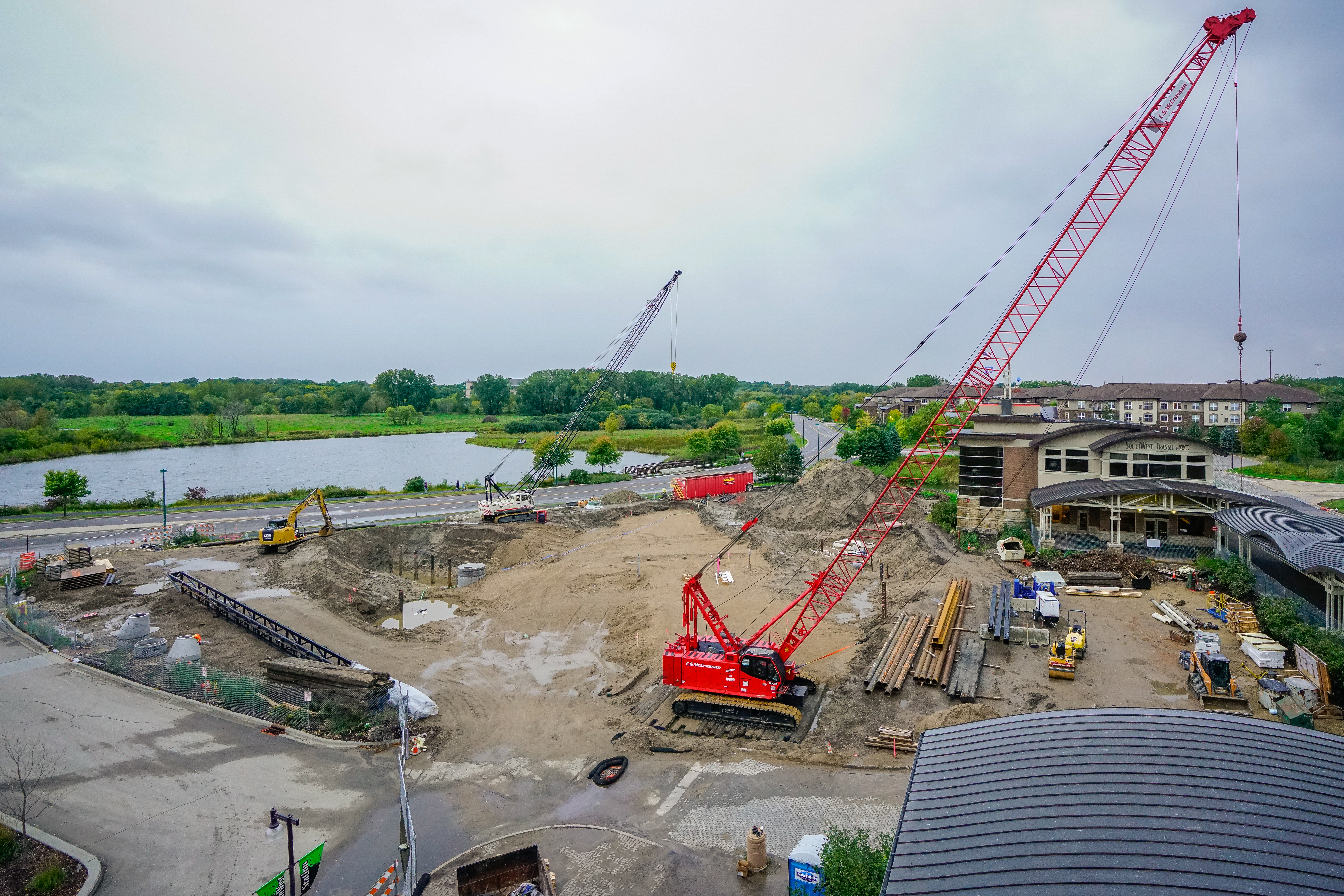
Строительство станции в Иден-прери.
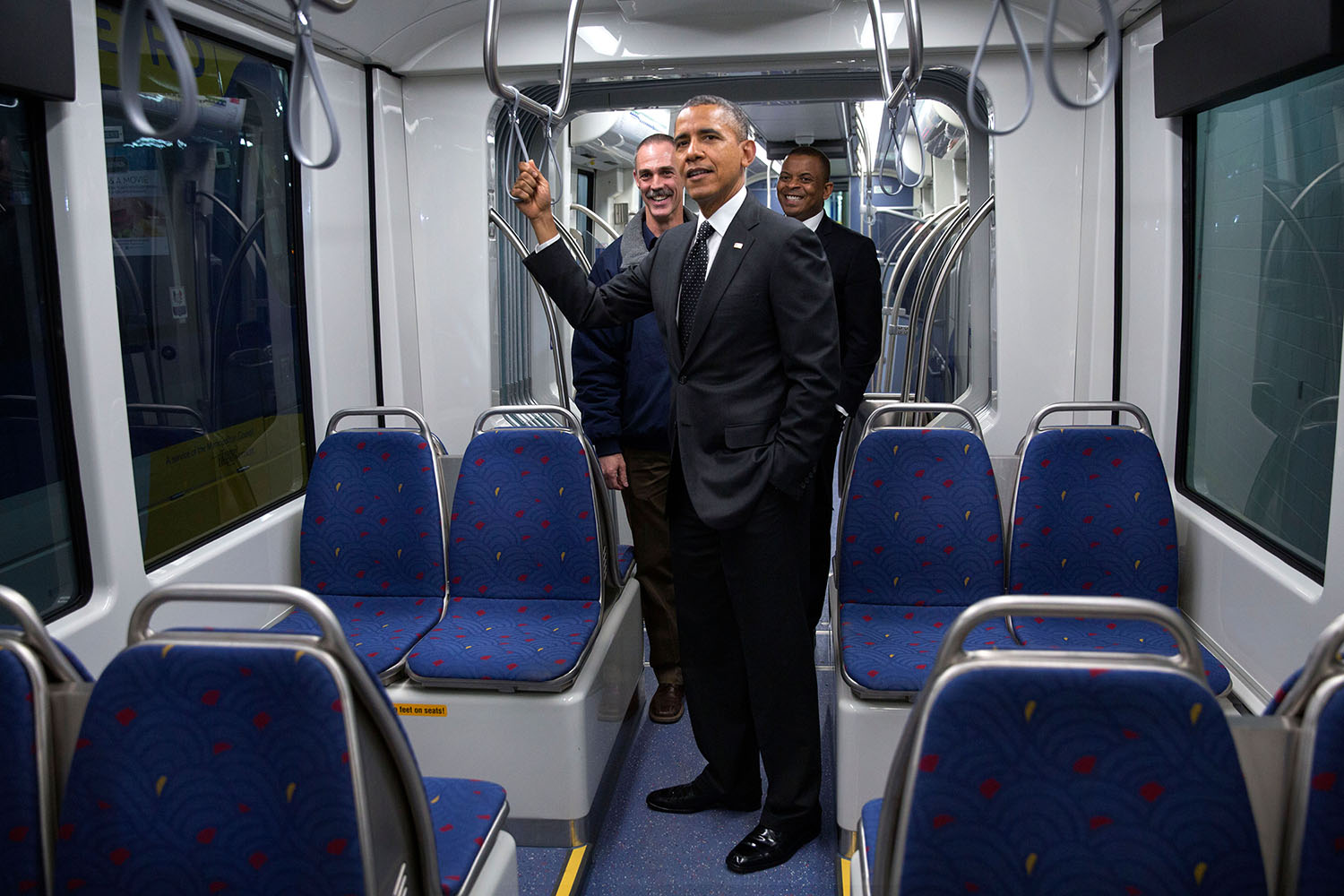
Президент США Барак Обама в сопровождении министра транспорта Энтони Фокса осматривает интерьер нового вагона во время своего визита в Миннесоту в феврале 2014 года.